# Фаджара
Фаджара — прибережне містечко у передмісті Бакау в Гамбії.

У місті народились віце-президент Ісату Нджіє Сайді, а також колишній президент Гамбії Дауда Кайраба Джавара.
У містечку розміщується велика військова база.